# Alingsås HK
Alingsås HK er en håndboldklub fra Alingsås i Sverige. Hjemmebanen er Nolhagahallen.

## Historien
Klubben blev oprettet i 1973 og det varede 25 år, inden man rykkede op i Elitserien for første gang. Det første år kvalificerede man sig til semifinalerne – og den efterfølgende sæson kvalificerede man sig for første gang til en europacupturnering, nemlig EHF Cup'en, men blev dog besejret af det ungarske hold Pick Szeged i første runde. Siden da har holdet pendlet op og ned mellem Elitserien og 1. division/Allsvenskan. Nu har klubben dog spillet i Elitserien flere sæsoner i træk. I 2008 kvalificerede holdet sig til slutspillet efter at have slået Redbergslid i næstsidste spillerunde. Det var første gang siden 2001, at man når slutspillet. Kvartfinalen skulle dog blive endestationen, eftersom de tabte med 25-23 hjemme mod H 43 Lund fra Lund.
Den 9. maj 2009 vandt Alingsås sit første svenske mesterskab, da man besejrede GUIF med 29-26. 
Alingsås HK deltog i Champions League i sæsonen 2009/2010, hvor de dog endte som nr. fem i en seksholdpulje sammen med blandt andet FCK. Holdet formåede dog kun at slå Fyllingen Håndball fra Norge og røg dermed med de fire point ud af Champions League efter gruppespillet sammen med netop Fyllingen Håndbal. 

## Tilskuere
Foreningens gennemsnitlige tilskuerantal i 2007/2008 var på 970 tilskuere. Hjemmebanen kan rumme 1.350 tilskuere, hvilket man opnåede i en kamp mod Sävehof i 2008. Det største antal tilskuere er fog fra mesterskabsfinalen 2009,m der blev spillet i Globen i Stockholm. Der var der 13.927 tilskuere, der så Alingsås vinde finalen over Guif. 

### Nolhagahallen
Nolhagahallen er Alingsås HKs hjemmebane
- Hal: Nolhagahallen
- Tilskuerkapacitet: 1.350
- Største antal tilskuere til en kamp: 2008/2009: 1.350 (mod Sävehof, 21 november 2008)